# Бачешти (Горж)
Бачешти (рум. Băcești) насеље је у Румунији у округу Горж у општини Стежари. Oпштина се налази на надморској висини од 233 m.

## Становништво
Према подацима из 2002. године у насељу је живело 475 становника, од којих су сви румунске националности.